# 三甲基氢化锗
三甲基氢化锗是一种有机锗化合物，化学式 (CH3)3GeH。

## 制备
三甲基氢化锗可以由三甲基溴化锗在苯中被氢化铝锂还原而成：
{\displaystyle \mathrm {4\ BrGe(CH_{3})_{3}+\ LiAlH_{4}{\xrightarrow[{C_{6}H_{6}}]{-5\,{}^{\circ }C}}\ 4\ HGe(CH_{3})_{3}\ +\ LiBr\ +\ AlBr_{3}} }

## 性质
三甲基氢化锗是无色清澈液体，闪点低于 −20 °C。
它和叔丁基锂在THF里反应，可以得到对应的锂盐：
{\displaystyle \mathrm {\ HGe(CH_{3})_{3}+\ LiC(CH_{3})_{3}\ {\xrightarrow[{THF}]{-10\,{}^{\circ }C}}\ LiGe(CH_{3})_{3}\ +\ C_{4}H_{10}} }